# Enrique Manuel Hernández Rivera

Enrique Manuel Hernández Rivera (12 de agosto de 1938, Camuy) es un obispo católico.
Ordenado Sacerdote el 8 de junio de 1968. Hernández Rivera fue nombrado obispo auxiliar de la Arquidiócesis de San Juan, Puerto Rico, el 17 de agosto de 1979 y Obispo Titular de Vamalla y luego obispo de la Diócesis de Caguas en 1981 dimitiendo en 1998.